# ATI Xpress 200
| Xpress 200       | Xpress 200                            |
| ---------------- | ------------------------------------- |
|                  |                                       |
| Поддержка ЦП     | Athlon 64 Sempron Pentium D Celeron D |
| Поддержка сокета | Socket 754 Socket 939 Socket 775      |
| Предшественник   | Radeon IGP9100                        |
| Преемник         | отсутствует                           |

ATI Xpress 200 — чипсет со встроенной графикой для материнской платы для процессоров Athlon 64 и Sempron, выпущенный фирмой ATI Technologies в 2004 г., а также отдельной модификацией для Pentium 4 XE / Pentium® D / Pentium® 4 / Celeron® D processor (2-хядерные модели процессоров не поддерживались). Поддерживал Socket 754, Socket 939 и Socket 775. Имел поддержку двухканальной памяти DDR PC3200 и DDR2 PCII5300 в варианте для процессоров Intel и использовал встроенный в процессор контроллер памяти на AMD платформах (для Socket 754 одноканальный, а для Socket 939 — двухканальный).
Этот чипсет в своё время считался революционным. Впервые материнские платы получили встроенную графику достаточно высокого уровня, способную конкурировать с дискретными решениями, благодаря появлению PCIe x16. Идея оснастить материнскую плату достаточно мощным встроенным видео витала в воздухе, поэтому его сделали способным к разгону и с поддержкой до четырёх дисплеев. 
Сам по себе чипсет вышел достаточно сырым, с большим количеством ошибок. Основные проблемы возникали при установке драйверов, которые в начальных версиях были очень плохими и со времен 7000 серии не принесли прогресса.  
Фирма nVidia в ответ довольно быстро выпустила чипсет GeForce 6100, который работал намного стабильнее и обладал аналогичным по характеристикам видео, но с Shader Model 3.0.
После покупки ATI фирмой AMD чипсет выпускался под названием AMD 690 (главным образом под Socket AM2).